# Pont caténaire

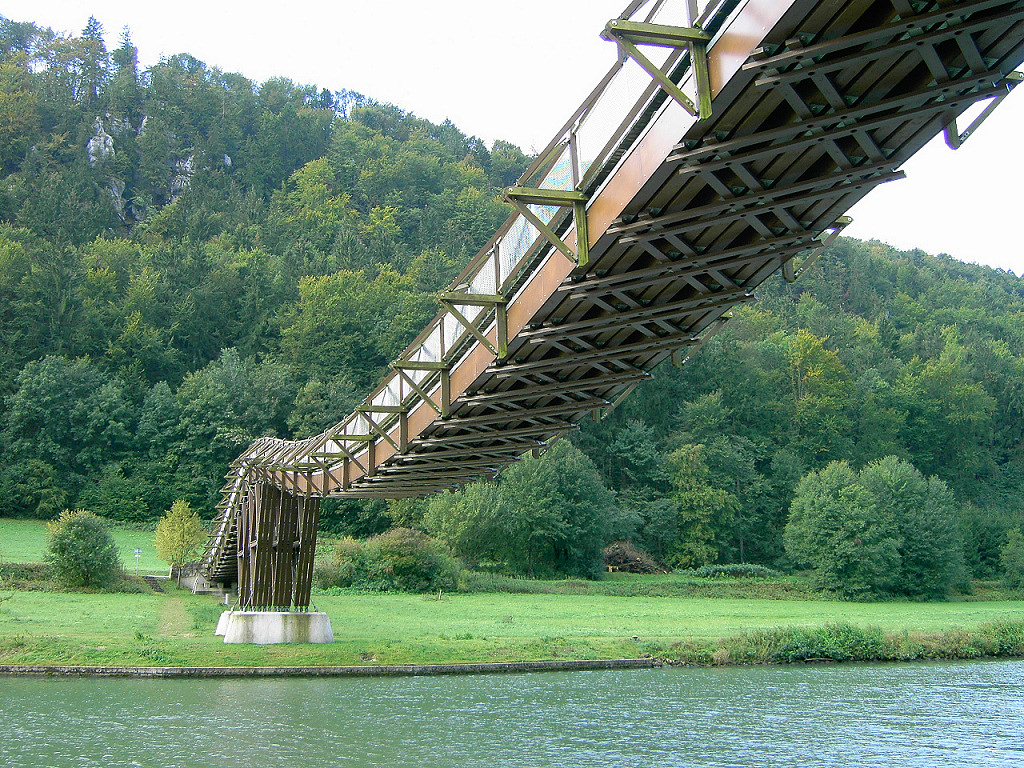
Un pont piétonnier caténaire près de Essing et à tablier assemblé.

Un pont à caténaire (ou en forme de chaînette) est un pont dont le tablier est réalisé au-dessus de câbles ancrés sur les culées à l'aide d'éléments préfabriqués ou voussoirs.
Ce type de structure est comparable parfois en bien des points à un pont de singe ou passerelle de corde. La différence vient de ce que les câbles de suspension sont intégrés dans la structure du tablier.

## Conception des ponts caténaires

Pont caténaire

La forme du tablier est donnée par les câbles supports qui, sous l'action des charges permanentes, prend la forme du funiculaire des charges ou chaînette entre points d'appui avant le clavage des éléments préfabriqués du tablier.

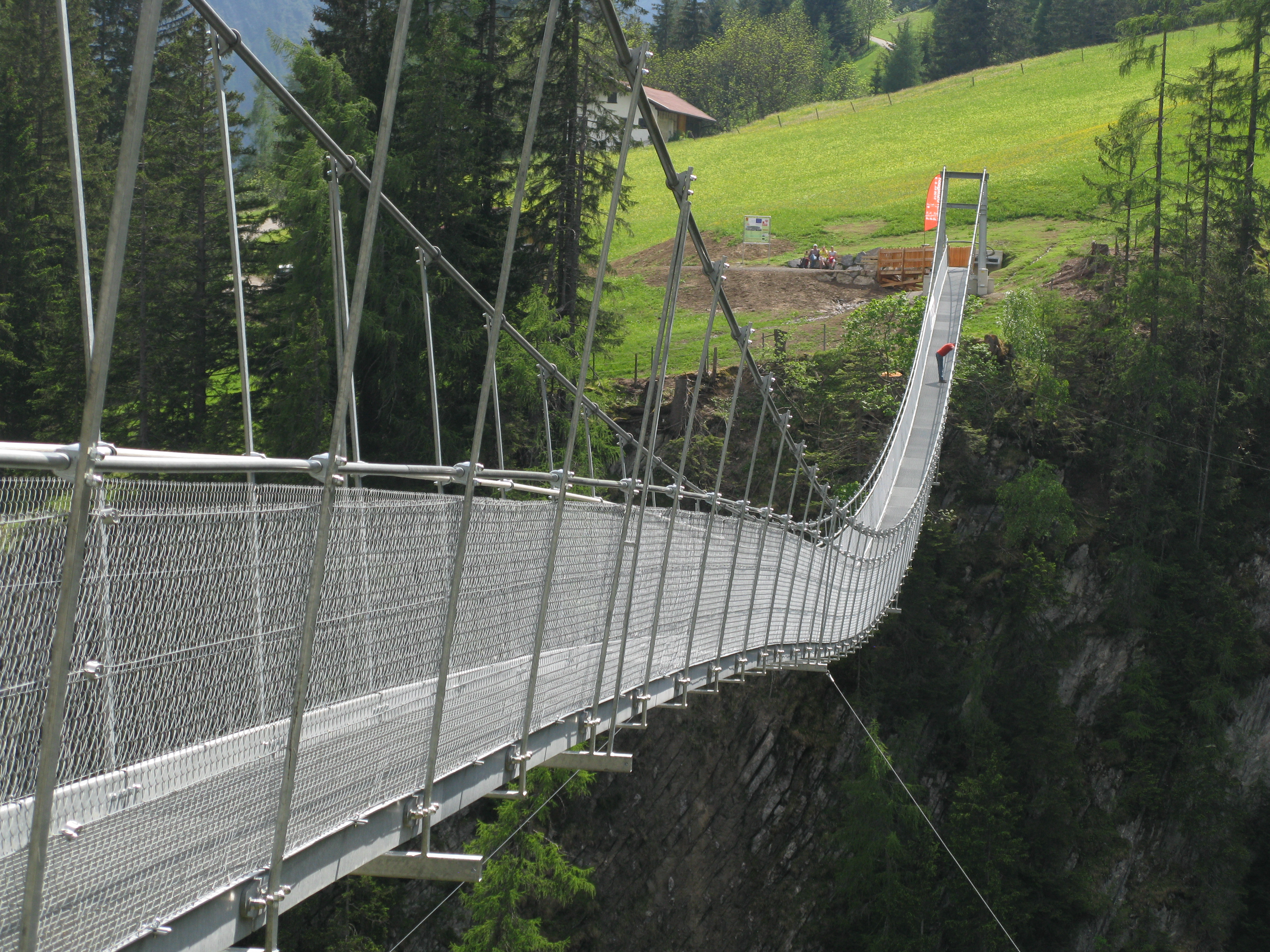
Pont suspendu pour piétons, à Holzgau, Tyrol, Autriche, il est composé d'un tablier et de deux balustrades soutenus par des haubans, le tout en éléments métalliques.

La valeur des efforts de traction dans les câbles nécessite de mettre en œuvre des câbles en acier à très haute résistance du même type que les câbles de précontrainte. La valeur de la traction dans les câbles dépend de leur flèche (dans le tracé du câble, hauteur entre l'appui et la mi-portée du câble). Les contraintes de ce type de structure - tension dans les câbles, reprise de cette tension au droit des culées - a le plus souvent limité l'emploi de ce type d'ouvrage aux ponts piétonniers, comme à Holzgau, au Tyrol, en Autriche, le pont suspendu d’Holzgau (de), d'une longueur de 200,5 mètres, inauguré le 15 juin 2012, qui s’élève à 105 mètres au-dessus des gorges de la Höhenbach. Ce type de pont à l'avantage de ne nécessiter aucun appui au sol pour construire le tablier, ce qui est un avantage dans des sites difficiles d'accès.
Les tabliers de tels ponts sont le plus souvent réalisés en béton armé supportés par des câbles de tension en acier. Là où de tels ponts supportent des véhicules, on a besoin d’assurer une plus grande rigidité à la structure pour éviter une flexion excessive de la chaussée, ce qui est obtenu par un tablier en béton précontraint en surtendant les câbles pour comprimer le béton avant leur injection.
Les piles supportent le poids du tablier. Dans le cas de ponts à travées multiples, pour limiter les flexions locales des câbles, il est nécessaire de donner une courbure à leur appui permettant la transition du tracé de chaque câble entre les travées adjacentes. De même, dans le cas des ponts routiers, pour permettre une circulation routière aisée, il est aussi nécessaire de limiter la courbure du tablier au droit d'une pile.
À la différence des travées des ponts suspendus classiques, les mouvements dus à la turbulence auto-entretenue provoquée par le vent (couplage aéroélastique), soumettent le tablier à une traction qui augmente sa stabilité et évite les phénomènes de résonance qui pourraient conduire à leur ruine. Cependant, pour améliorer le confort des piétons, et limiter l'effet des oscillations, de tels ponts sont souvent haubanés, (comme à Holzgau ou à Randa). Le 29 juillet 2017, lors de la mise en œuvre, à  Randa (Suisse), du plus long pont caténaire au monde, la Passerelle suspendue Charles Kuonen, d'une longueur de 494 m, a été installée en plus du haubanage du tablier, un système d'amortissement des oscillations, intégré au niveau des ancrages. 
Ce type de pont a été proposé pour la première fois par l'ingénieur allemand, Ulrich Finsterwalder, pour le franchissement du Bosphore, en 1960. La théorie et la technique ont été développés dans les années 1980, entre autres, par les ingénieurs de la Société Dyckerhoff und Widman, à Wiesbaden (Allemagne).
Ce type de structure a été développé par Jörg Schlaich, et d'une manière particulière par l'ingénieur tchèque Jiří Stráský.

## Variante
Une variante de ce type de pont peut être obtenue en ajoutant une dalle plane liée à la dalle-caténaire par des pilettes. On obtient ainsi un pont bow-string inversé, où l'arc placé en-dessous du tablier est tendu au lieu d'être comprimé. Les câbles sont alors ancrés dans la dalle après le clavage des différents éléments de la structure.
Ce type de structure a été utilisé en 1974 par l'ingénieur Tung-Yen Lin pour le pont du Rio Colorado au Costa-Rica, ou  au Japon, pour le Pont Shiosai à Kakegawa ou le pont Seiun, à Miyoshi.

Réalisations au Japon
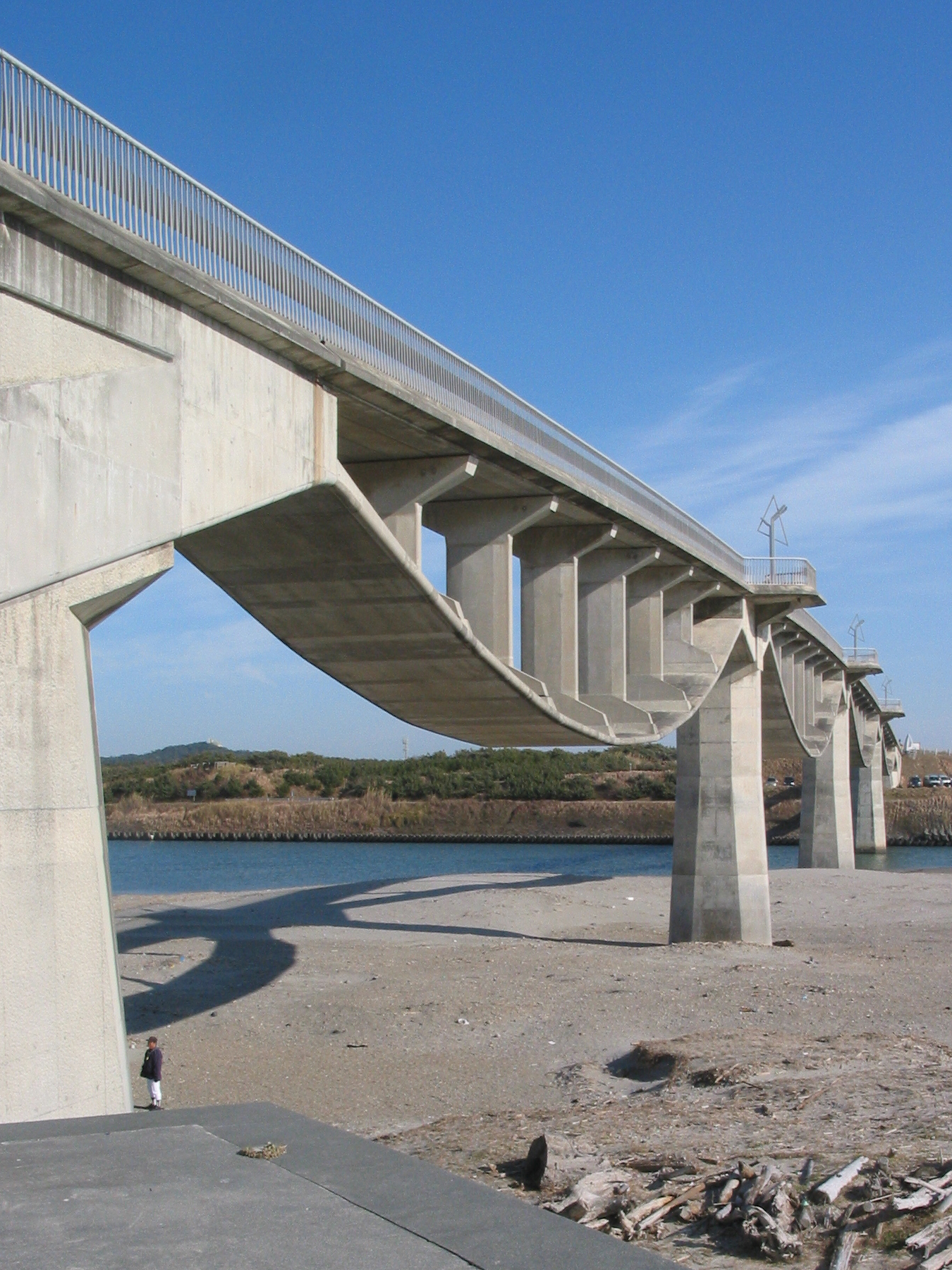
Pont Shiosai, Kakegawa.
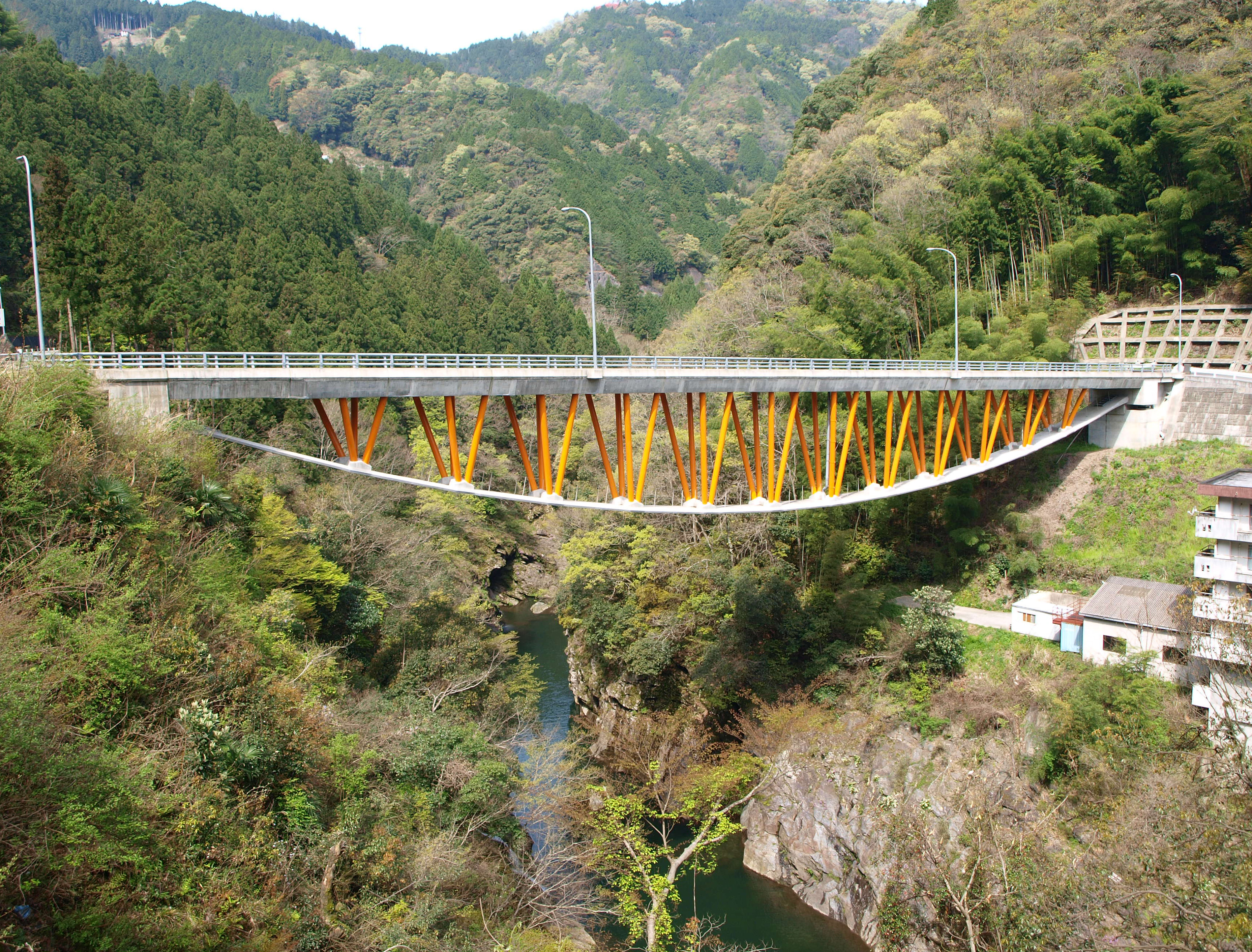
Pont Seiun, Miyoshi.

Des structures plus simples peuvent être imaginées suivant ce principe, en réalisant un sous-bandage comme on peut le voir sur le pont du Truc de la Fare ou sur le pont d'Ilonse à tablier en bois. Ces ponts peuvent nécessiter un étaiement provisoire pour réaliser le tablier.

Réalisations en France
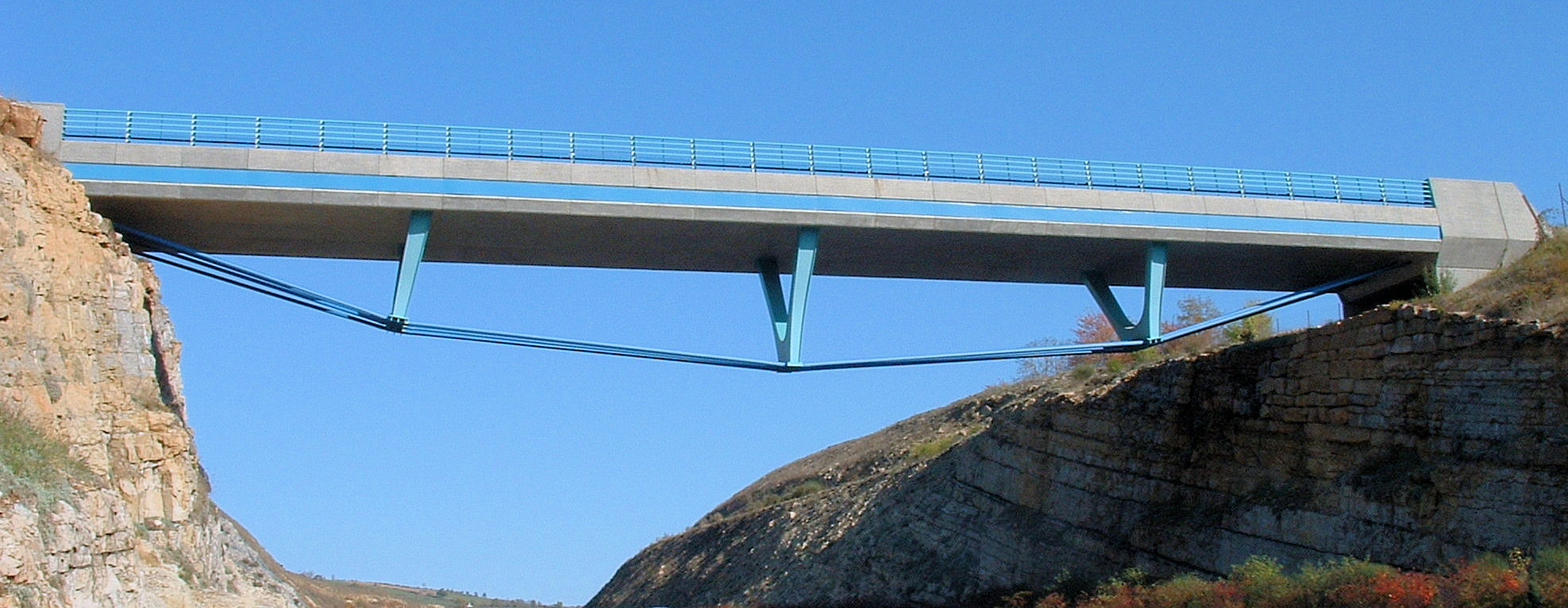
Pont du Truc de la Fare, Chirac, Lozère
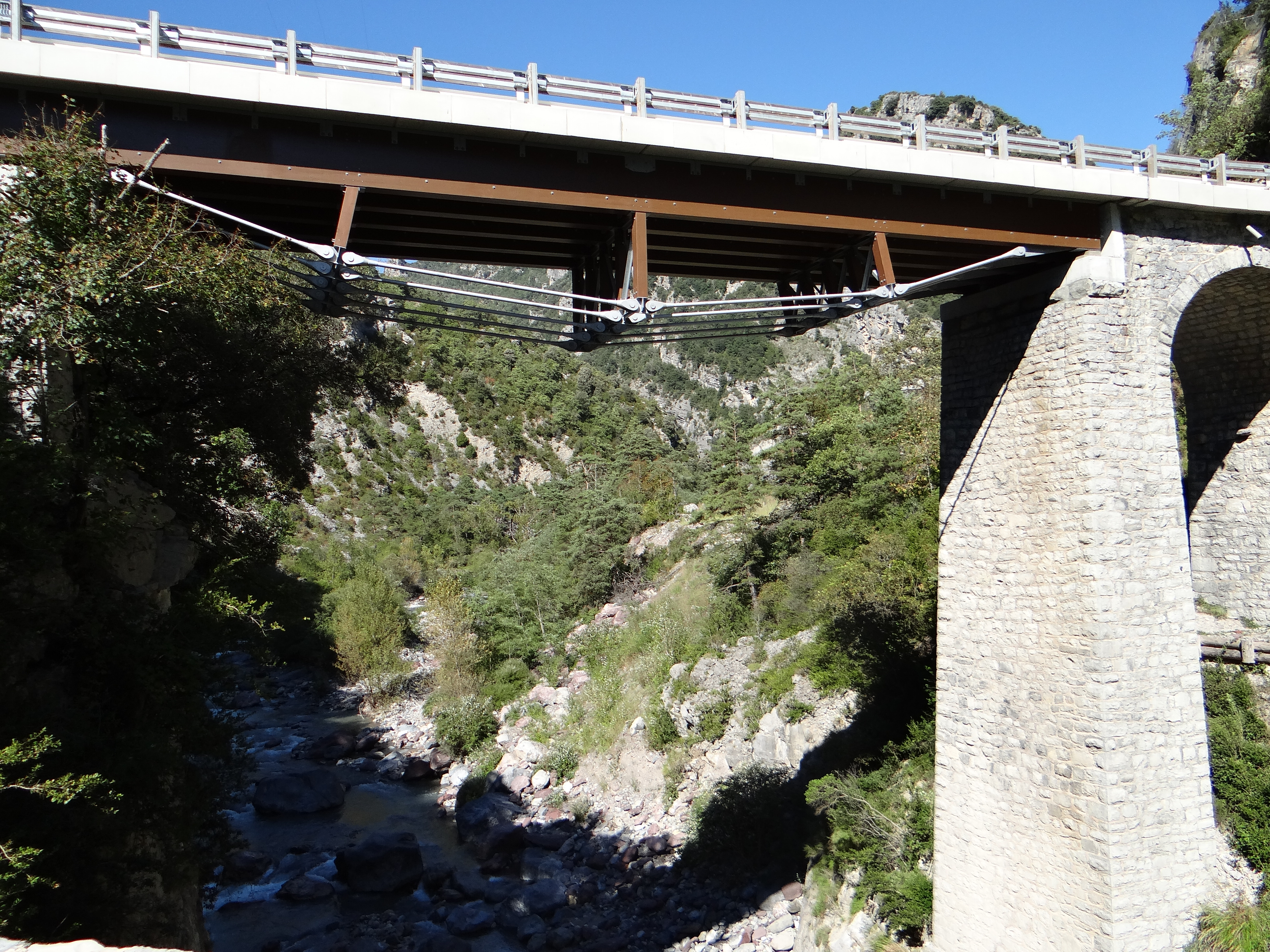
Pont d'Ilonse, Ilonse, Alpes-Maritimes.

## Deux exemples

### Le pont de Maldonado en Uruguay
Le pont à trois travées (30 +90 +30 m de portée) a été conçu, à  de Maldonado, en Uruguay, par l’ingénieur uruguayen Leonel Viera (1913-1975) en 1965 pour atteindre Punta del Este. Sa construction a initié la méthode de construction maintenant classique pour ces ponts. Ils sont réalisés avec des voussoirs préfabriqués inversés typiques de cette famille. Après la mise en place des câbles porteurs principaux, ces voussoirs préfabriqués en béton (les voussoirs inversés) sont mis en place pour former la structure préliminaire. Les câbles ont ensuite été surtendus en plaçant des sacs de sable sur les voussoirs, puis on fait un bétonnage final des espaces entre eux. Puis, après le séchage du béton de clavage, on a retiré les sacs de sable. Le déchargement de la structure devrait entraîner une diminution de la tension des câbles qui est bloquée par le béton. Il en résulte que les câbles surtendus compriment complètement la structure de béton, augmentant sa rigidité et sa résistance en charge. Un pont identique fut ensuite construit parallèlement au premier.

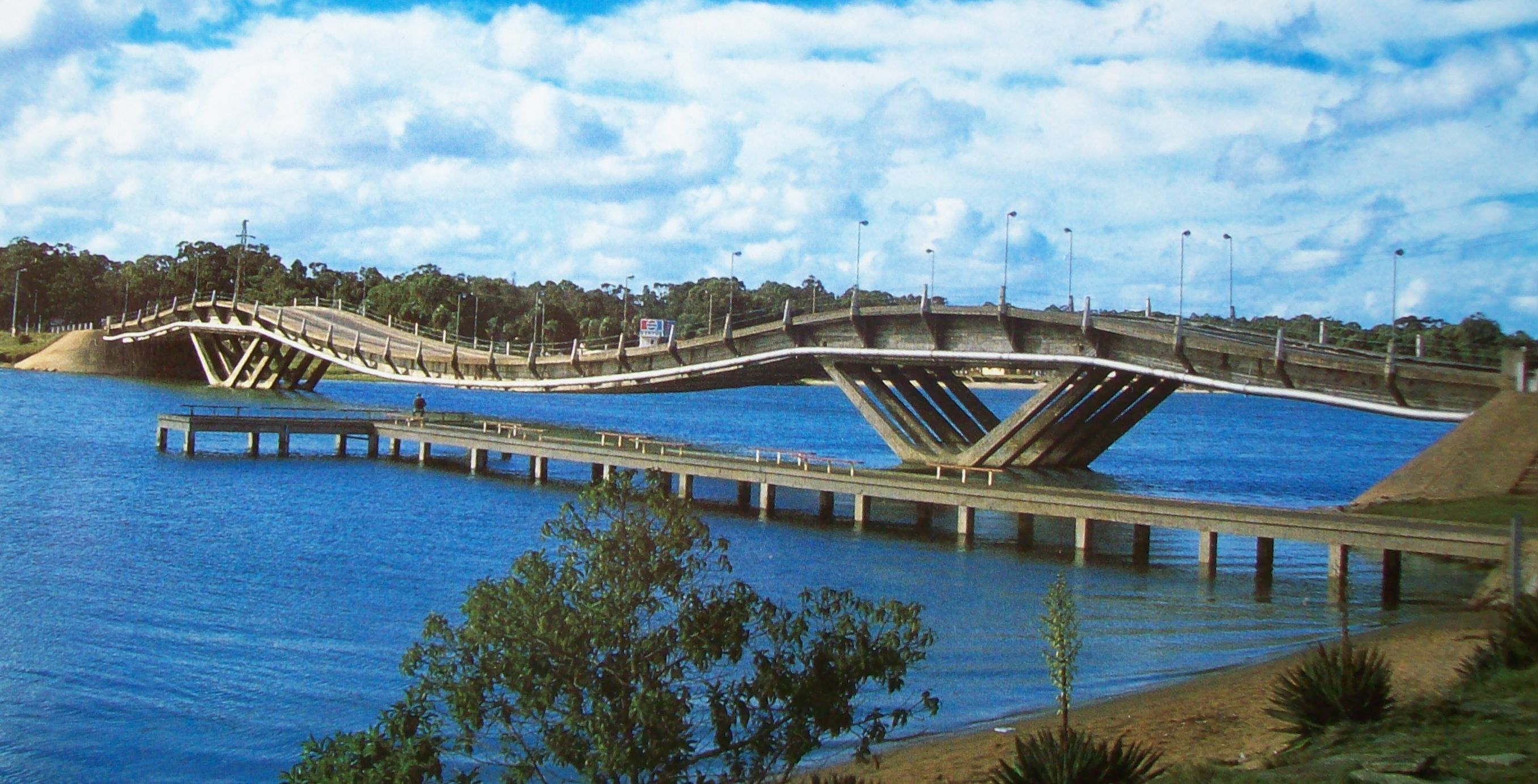
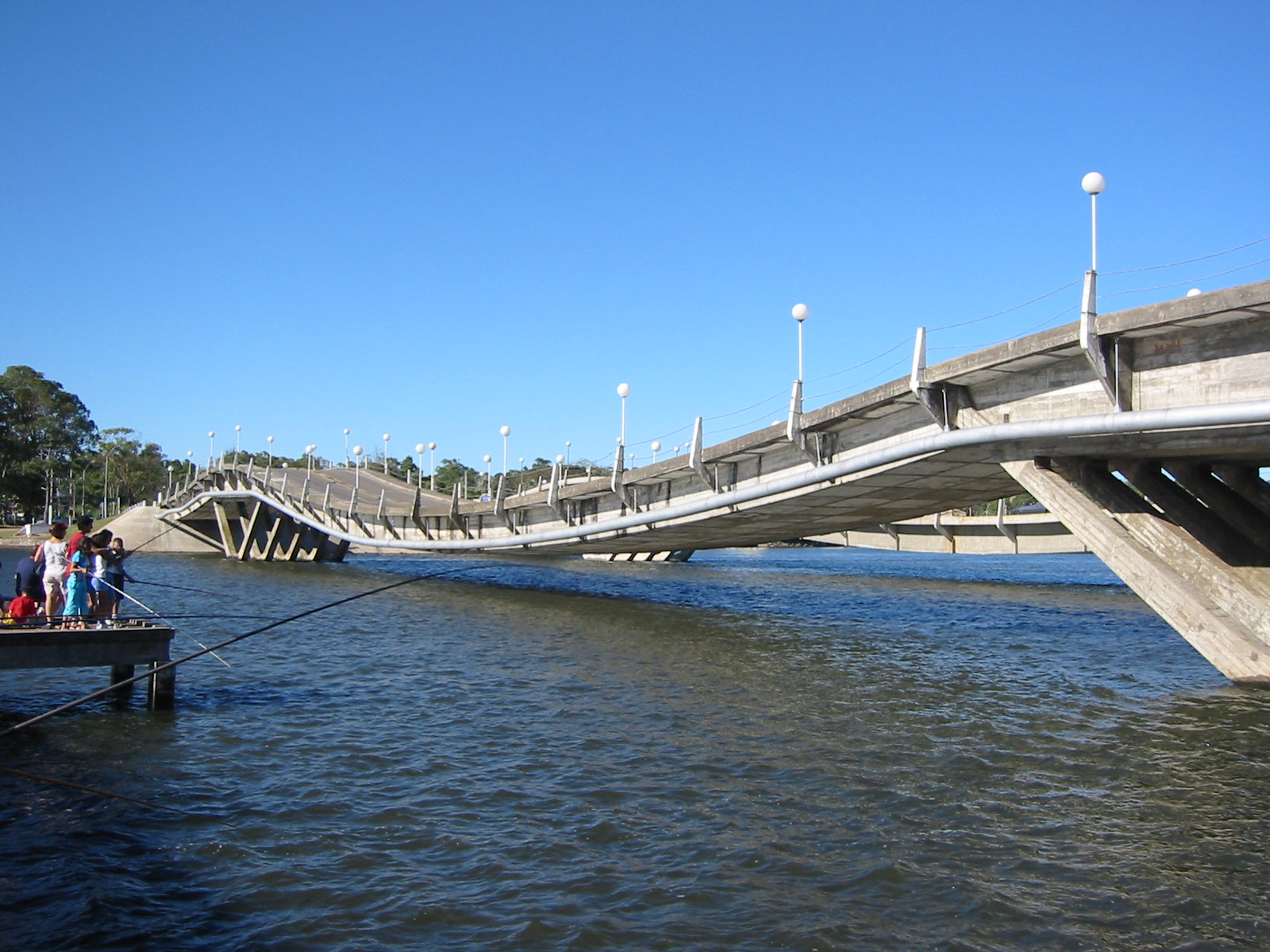

### Une passerelle piétonnière
La passerelle à tablier caténaire est faite de voussoirs en béton, et permet le passage de piétons, de cyclistes et de pipelines, au-dessus du fleuve Rogue à Grants Pass dans l’Orégon, États-Unis.

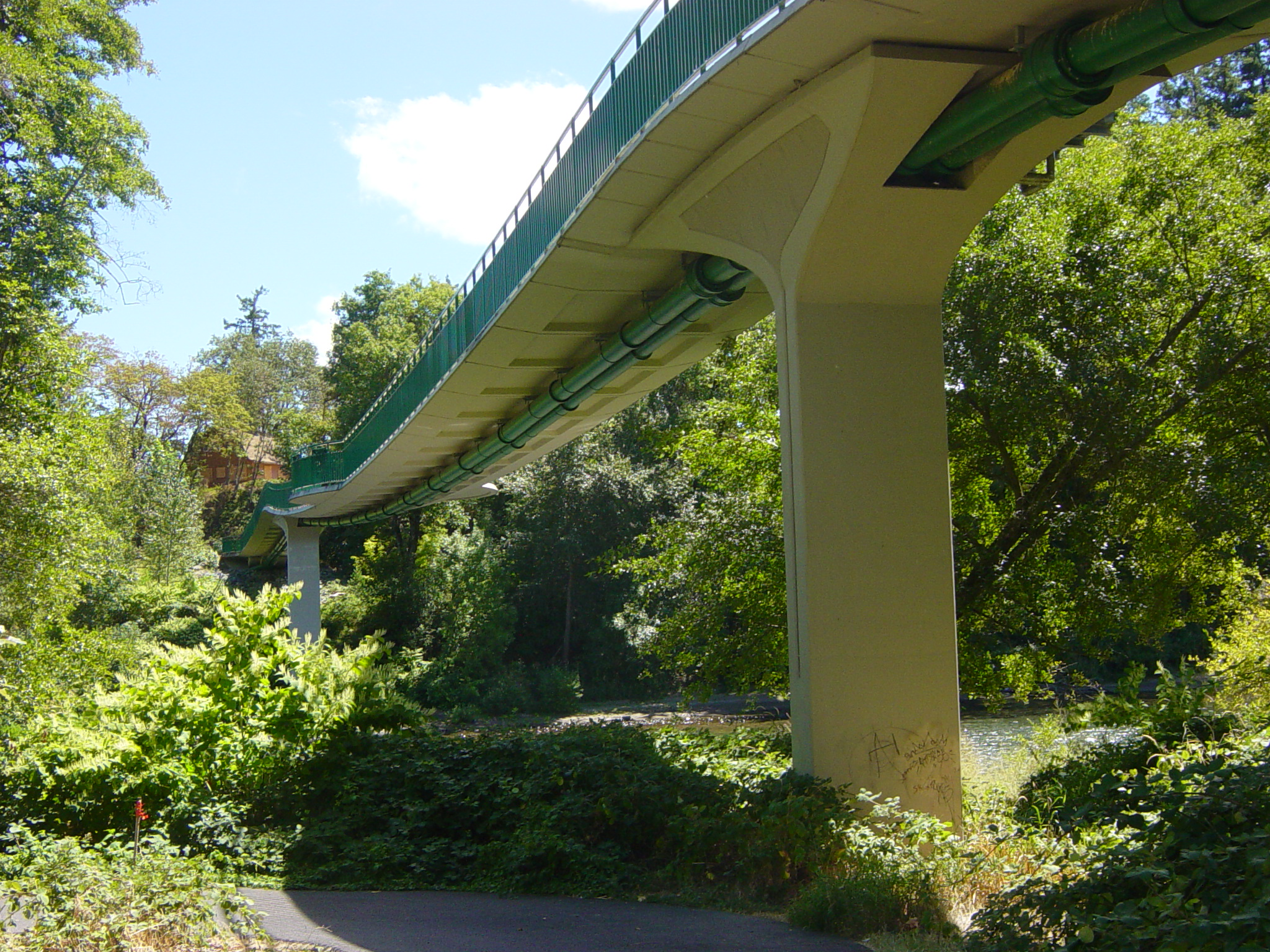
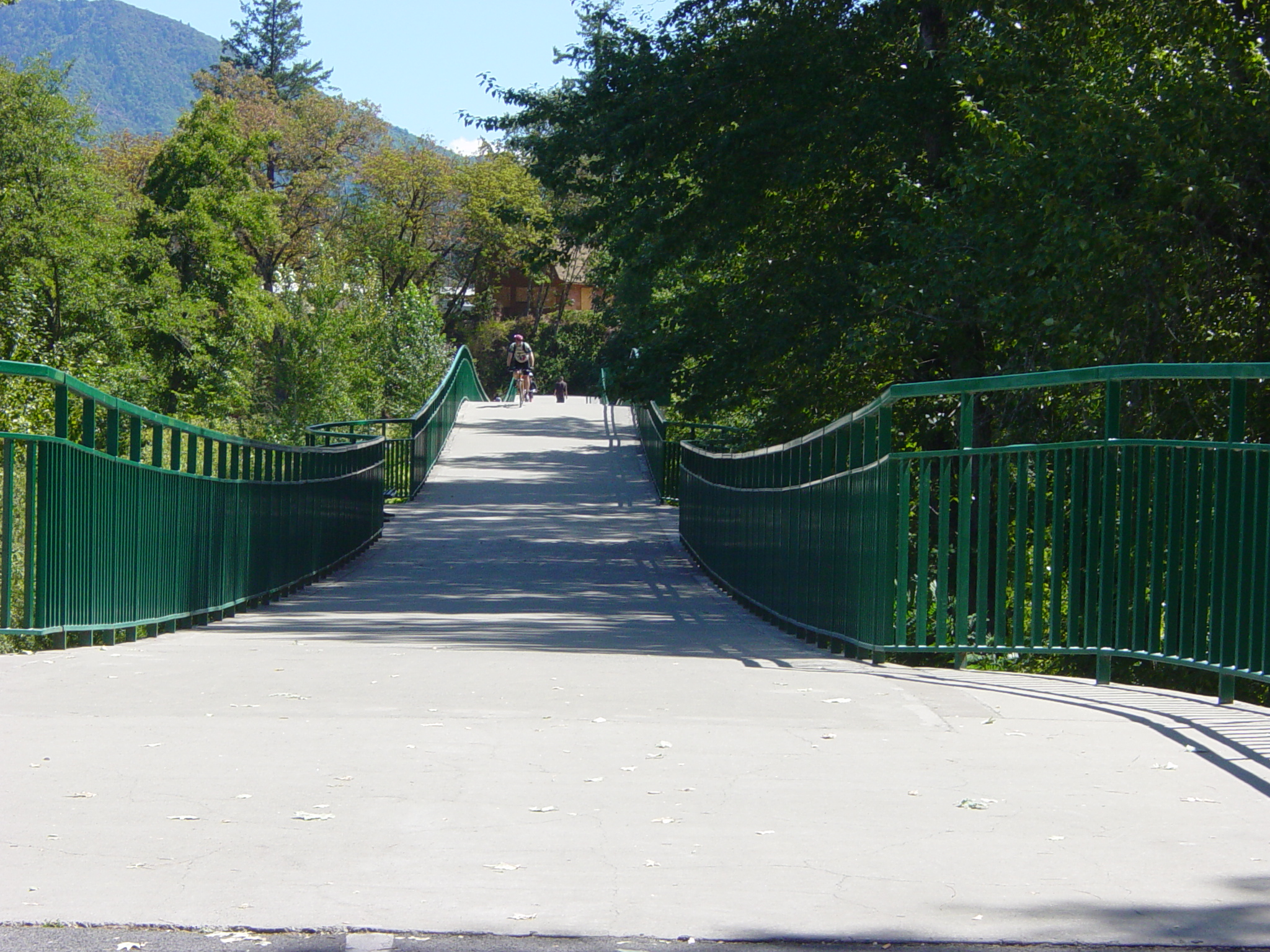